# Douglas Hurd

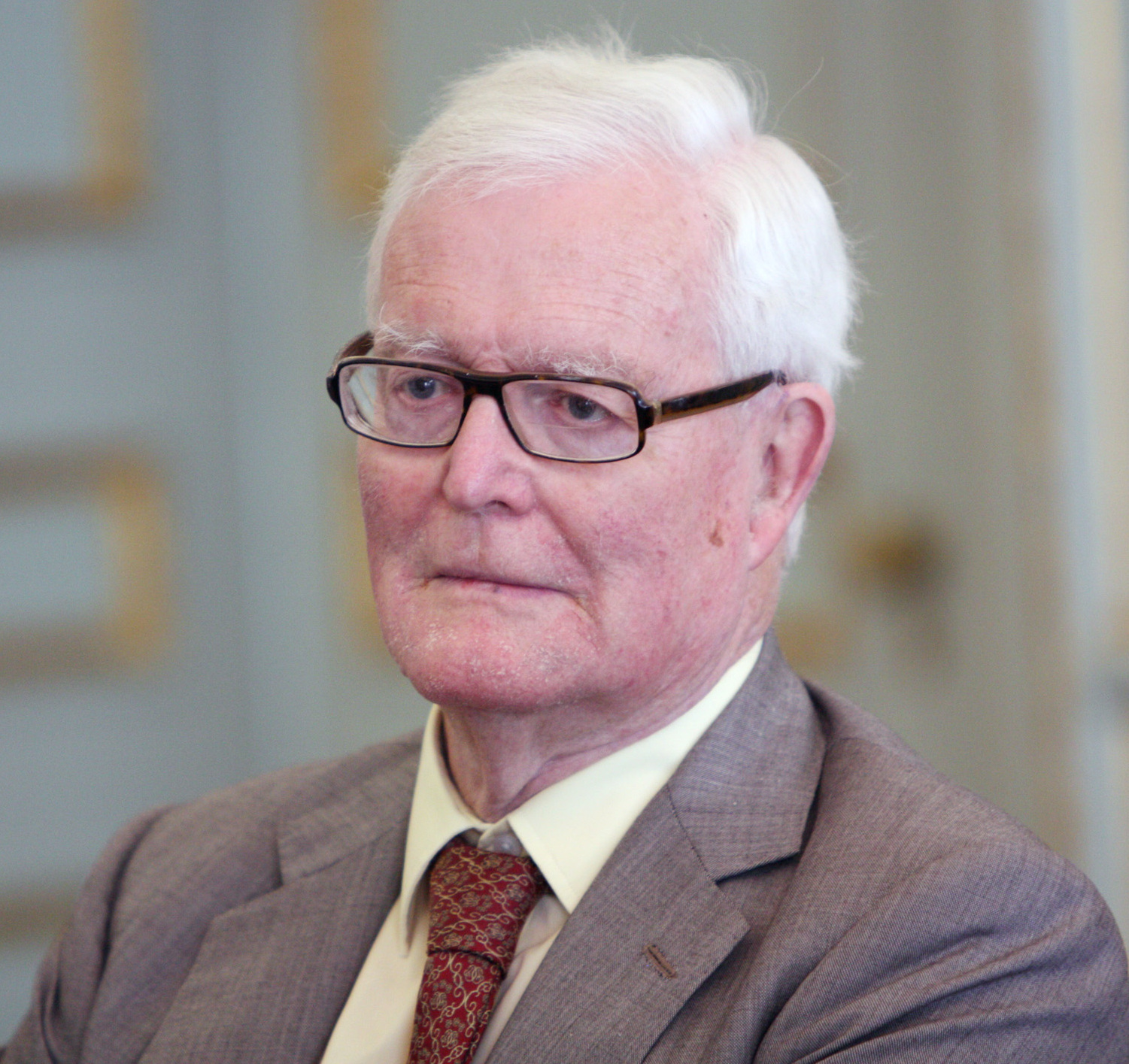
Douglas Hurd

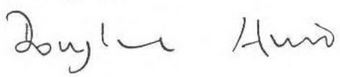
Unterschrift Hurds unter dem Zwei-plus-Vier-Vertrag

Douglas Richard Hurd, Baron Hurd of Westwell CH CBE PC (* 8. März 1930 in London) ist ein ehemaliger britischer Diplomat, Schriftsteller und Politiker der Conservative Party, der 23 Jahre Abgeordneter des House of Commons war und zwischen 1979 und seinem Rücktritt 1995 sowohl der Regierung von Margaret Thatcher als auch dem Kabinett unter John Major angehörte, unter anderem als Außenminister von 1989 bis 1995.
Er war von 1997 bis 2016 als Life Peer aufgrund des Life Peerages Act 1958 Mitglied des House of Lords.

## Leben

### Familie, Diplomat und Schriftsteller
Douglas Hurd war ein Sohn von Anthony Hurd, der neunzehn Jahre lang ebenfalls die konservativen Tories als Abgeordneter im House of Commons vertrat sowie 1964 als Life Peer mit dem Titel Baron Hurd, of Westwell in the County of Oxfordshire, aufgrund des Life Peerages Act 1958 auch Mitglied des House of Lords wurde. Bereits sein Großvater Percy Hurd war mit einer kurzen Unterbrechung 27 Jahre lang Unterhausabgeordneter.
Douglas Hurd selbst absolvierte nach dem Besuch des Eton College ein Studium am Trinity College der University of Cambridge, das er 1952 mit einem Bachelor of Arts (B.A.) abschloss. Danach trat er 1952 als Diplomat in den auswärtigen Dienst, dem er bis 1966 angehörte. Neben dieser beruflichen Tätigkeit setzte er sein Studium am Trinity College fort und erwarb dort 1957 einen Master of Arts (M.A.). Danach begann er auch seine schriftstellerische Arbeit und veröffentlichte 1967 mit The Arrow War sein erstes Buch.

### Unterhausabgeordneter und Minister
Hurd, der 1974 als Commander des Order of the British Empire ausgezeichnet wurde, wurde bei den Unterhauswahlen vom 28. Februar 1974 als Kandidat der Conservative Party erstmals als Abgeordneter in das House of Commons gewählt und vertrat dort zunächst den neugeschaffenen Wahlkreis Mid Oxfordshire sowie nach Auflösung dieses Wahlkreis seit den Unterhauswahlen vom 9. Juni 1983 bis zu seinem Verzicht auf eine erneute Kandidatur bei den Unterhauswahlen am 1. Mai 1997 den ebenfalls neugeschaffenen Wahlkreis Witney.
Nach dem Wahlsieg der konservativen Tories bei den Unterhauswahlen am 3. Mai 1979 wurde Hurd von Premierministerin Margaret Thatcher am 4. Mai 1979 zum Europaminister (Minister for Europe) in deren Kabinett berufen und bekleidete diese Funktion bis zu seiner Ablösung durch Malcolm Rifkind am 9. Juni 1983. 1982 erfolgt seine Berufung zum Privy Councillor.
Am 27. September 1984 kehrte Hurd als Minister für Nordirland (Secretary of State for Northern Ireland) in das Kabinett Thatcher zurück und folgte in dieser Funktion James Prior. Im Rahmen einer Kabinettsumbildung wurde er am 2. September 1985 als Nachfolger von Leon Brittan Innenminister (Home Secretary), während Tom King sein Nachfolger als Nordirlandminister wurde. Das Amt des Innenministers bekleidete er bis zu seiner Ablösung durch David Waddington am 26. Oktober 1989.
Im Anschluss wurde Hurd im Rahmen einer weiteren Regierungsumbildung von Premierministerin Thatcher zum Nachfolger John Majors als Außenminister (Secretary of State for Foreign and Commonwealth Affairs) in deren Kabinett berufen. Als solcher war er 1990 Teilnehmer an den Zwei-plus-Vier-Verhandlungen. Das Amt des Außenministers behielt er auch, nachdem John Major am 28. November 1990 als Nachfolger Thatchers als Premierminister ein neues Kabinett bildete. Am 5. Juli 1995 trat er schließlich als Außenminister zurück und wurde durch den bisherigen Verteidigungsminister Malcolm Rifkind abgelöst.

### Oberhausmitglied
Durch ein Letters Patent vom 13. Juni 1997 wurde Hurd, der 1996 Mitglied des Order of the Companions of Honour wurde, als Life Peer mit dem Titel Baron Hurd of Westwell, of Westwell in the County of Oxfordshire, aufgrund des Life Peerages Act 1958 in den Adelsstand erhoben und damit Mitglied des House of Lords. Am 9. Juni 2016 trat er gemäß den Regelungen des House of Lords Reform Act 2014 in den Ruhestand und schied aus dem House of Lords aus.
Sein Sohn Nick Hurd ist seit 2005 Abgeordneter des House of Commons und seit 2010 Parlamentarischer Unterstaatssekretär für Wohltätigkeit, soziale Unternehmen und Freiwilligenarbeit im Cabinet Office der Regierung von Premierminister David Cameron.

## Veröffentlichungen
- The Arrow War. An Anglo-Chinese Confusion, 1856-1860. Collins, London 1967
- Send Him Victorious (mit Andrew Osmond). Collins, London 1968
  - Bericht über den Versuch, den englischen König zu beseitigen. Übersetzung von Helga Wingert-Uhde. Marion von Schröder Verlag, Hamburg/Düsseldorf 1970
- The Smile on the Face of the Tiger (mit Andrew Osmond). Collins, London 1969
- Scotch on the Rocks (mit Andrew Osmond). Collins, London 1971, ISBN 978-0-00-221653-1
- Truth Game. Collins, London 1972, ISBN 978-0-00-221088-1
- A Vote to a Kill. Collins, London 1975, ISBN 978-0-00-221691-3
- An End to Promises. Sketch of a Government, 1970-1974. Collins, London 1979, ISBN 978-0-00-216031-5
- War without Frontiers (mit Andrew Osmond). Hodder & Stoughton, London 1982, ISBN 978-0-340-25140-9
- Palace of Enchantments (mit Stephen Lamport). Hodder & Stoughton, London 1985, ISBN 978-0-340-35100-0
- The Search for Peace. A Century of Peace Diplomacy. Little, Brown & Co., London 1997, ISBN 978-0-316-64037-4
- The Shape of Ice. Little, Brown & Co., London 1998, ISBN 978-0-316-64032-9
- Ten Minutes to Turn the Devil. Collected Short Stories. Little, Brown & Co., London 1999, ISBN 978-0-316-85160-2
- Image in the Water. Little, Brown & Co., London 2001, ISBN 978-0-316-85772-7
- Memoirs. Little, Brown & Co., London 2003, ISBN 978-0-316-86147-2
- Robert Peel. A Biography. Weidenfeld & Nicolson, London 2007, ISBN 978-0-7538-2384-2
- Choose your Weapons. The British Foreign Secretary: 200 Years of Argument, Successes and Failures. Weidenfeld & Nicolson, London 2010, ISBN 978-0-297-85334-3
- Disraeli; or, The Two Lives (mit Edward Young). Weidenfeld & Nicolson, London 2013, ISBN 978-0-297-86097-6
- Elizabeth II. The Steadfast. Penguin, London 2015, ISBN 978-0-14-197941-0